# Passeport arménien
Le passeport arménien est un document de voyage international délivré aux ressortissants arméniens, et qui peut aussi servir de preuve de la citoyenneté arménienne.

## Apparition
Le passeport est bleu foncé, avec l'inscription «Republic of Armenia» (Հայաստանի Հանրապետություն) «Passport» (Անձնագիր) en arménien et en anglais. L'emblème de la République d'Arménie est représenté au centre. Le dossier est délivré pour 10 ans, comprend 32 pages et contient les informations sur le titulaire en arménien et en anglais. Depuis le 1er avril 2010, le processus de délivrance des cartes d'identité et des passeports biométriques est en cours en Arménie.

### Informations sur le titulaire
Le passeport de la République d'Arménie contient les informations suivantes sur son titulaire :
- Photo (Largeur: 30mm, Taille: 40mm; Hauteur de la tête (jusqu'au sommet des cheveux): 30mm; Distance du sommet de la photo jusqu'au sommet des cheveux: 2.5mm)
- Type (P)
- Code pays (ARM)
- Numéro de série.
- Nom de famille
- Prénom(s) (2)
- Nationalité (3)
- Date de naissance (4)
- Genre (5)
- Lieu de naissance (6)
- Date d'émission (7)
- Code de l'autorité de délivrance des passeports (9)

## Suppression de l'obligation de visa pour les citoyens de l'espace Schengen
Depuis le 1er janvier 2013, l'Arménie a supprimé l'obligation de visa d'entrée pour les citoyens des 27 États membres de l'UE ainsi que des quatre membres de l'Association européenne de libre-échange (Islande, Liechtenstein, Norvège et Suisse). En approuvant la suppression unilatérale des visas pour les citoyens de l'UE et de l'AELE, l'Arménie cherche à accélérer les négociations avec l'UE sur l'exemption de visa pour les citoyens arméniens se rendant dans l'espace Schengen en contrepartie. Selon l'accord prévu avec l'UE, la procédure actuelle d'obtention de visas Schengen pour les citoyens arméniens serait assouplie, jusqu'à ce que la suppression des visas soit finalisée. La nouvelle procédure simplifiée est prévue pour les membres de délégations officielles, les chercheurs et les étudiants, les journalistes, les sportifs et les artistes, ainsi que pour les parents proches de citoyens résidant légalement dans l'UE. Elle vise également à réduire les frais de visa de 35 euros ou à les rendre gratuits pour ces catégories, ainsi que pour les enfants et les retraités.

## Liste des pays où il est interdit
- Azerbaïdjan